# Lerner und Loewe

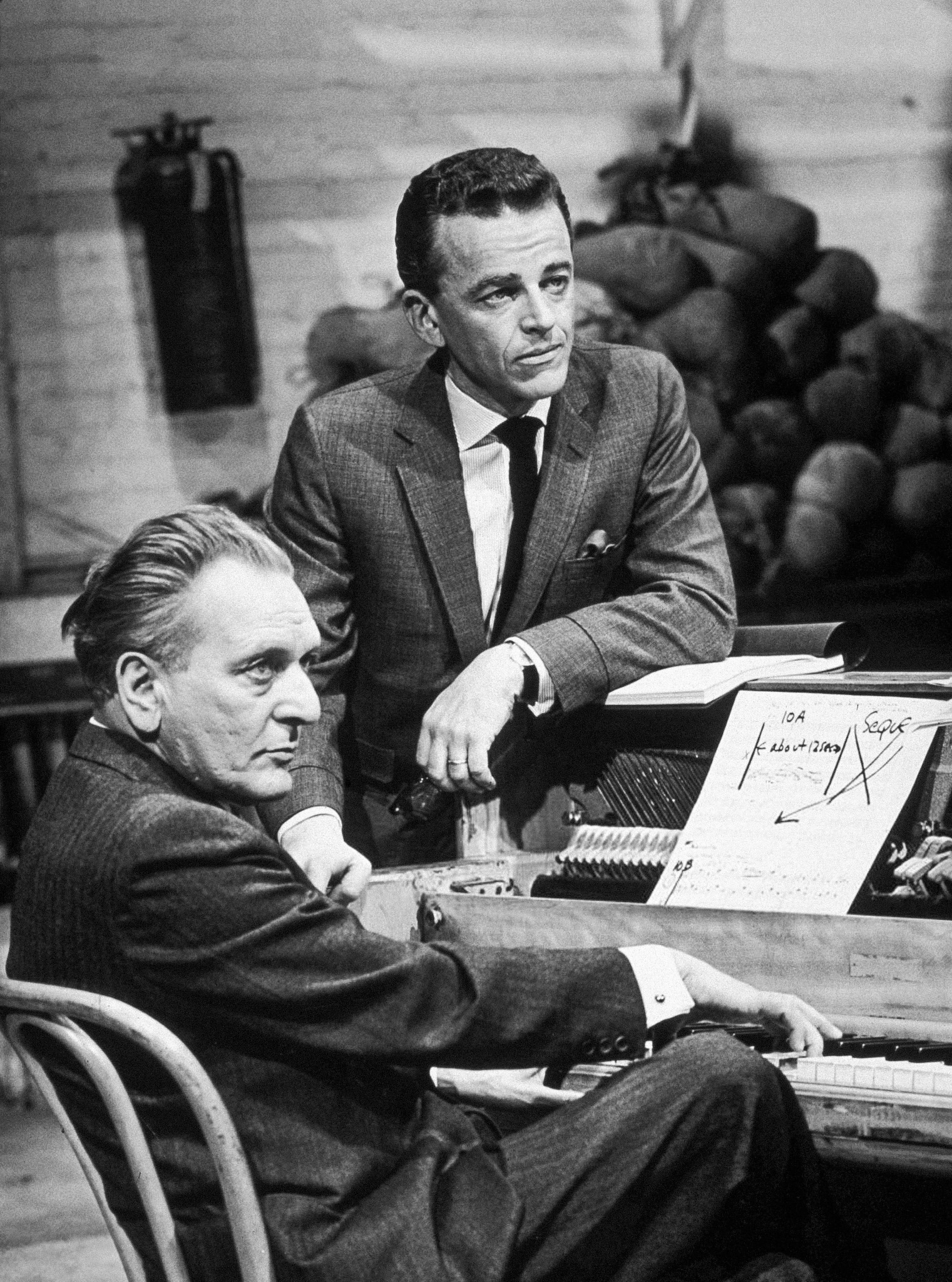
Lerner und Loewe

Lerner und Loewe waren ein für ihre erfolgreichen Arbeiten während der 1940er- und 1950er-Jahre im amerikanischen Musiktheater bekanntes „Songwriting-Team“.

Der viel jüngere Alan Jay Lerner lernte Frederick Loewe 1942, zwei Jahre nach seinem Abschluss an der Harvard-Universität kennen. Ihre Zusammenarbeit begann für das Musical Life of the Party. Lerner schrieb fürderhin die Bücher und Liedtexte, Loewe komponierte die Musik. Mit My Fair Lady wurden sie berühmt. Neben Rodgers und Hammerstein hatten sie bestimmenden Einfluss auf den Charakter und die Entwicklung des Musicals. Über den Arbeiten zu Camelot kam es zu Differenzen und einer Beendigung der Partnerschaft – Loewe setzte sich auch aus gesundheitlichen Gründen zur Ruhe – bis es Anfang der 1970er-Jahre zu einer erneuten Zusammenarbeit mit Lerner kam.

Lerner über Loewe, “There will never be another Fritz. Writing will never again be as much fun. A collaboration as intense as ours inescapably had to be complex. But I loved him more than I understood or misunderstood him, and I know he loved me more than he understood or misunderstood me.”

## Werke

### Musicals
- 1942: Life of the Party
- 1943: What’s Up?
- 1945: The Day Before Spring
- 1947: Brigadoon
- 1951: Paint Your Wagon
- 1956: My Fair Lady
- 1960: Camelot
- 1973: Gigi

### Filmarbeiten
- 1958: Gigi – Regie: Vincente Minnelli (mit Leslie Caron, Maurice Chevalier und Louis Jourdan)
- 1974: The Little Prince  – Regie: Stanley Donen (u. a. mit Bob Fosse, Gene Wilder)

## Verfilmungen
- 1954 – Brigadoon – Regie: Vincente Minnelli (mit Gene Kelly und Cyd Charisse)
- 1964 – My Fair Lady – Regie: George Cukor (mit Audrey Hepburn und Rex Harrison)
- 1967 – Camelot – Am Hofe König Arthurs – Regie: Joshua Logan (mit Richard Harris, Vanessa Redgrave und David Hemmings)
- 1969 – Westwärts zieht der Wind (Originaltitel Paint Your Wagon) – Regie: Joshua Logan (mit Lee Marvin, Clint Eastwood und Jean Seberg)

## Andere bekannte Teams
- Rodgers und Hammerstein
- Rodgers und Hart
- Kander und Ebb
- Schmidt und Jones
- Sherman-Brüder
- Gershwin-Brüder